# Praia Clube
Praia Clube är en idrottsförening i Uberlândia, Minas Gerais, Brasilien. Föreningen grundades 1935. Den förfogar över en anläggning på 301 000 m2. Framförallt dess damvolleybollsektion har varit mycket framgångsrik.

## Volleyboll
Klubben började med volleyboll under 1980-talet. Ursprungligen var fokus mest på träning, men 1989 gick klubben med i Minas Gerais volleybollförbund och började delta i regionala mästerskap. Seniorlaget debuterade i superliga (högsta nationella serien) 2008. Efter en niondeplats första året har laget steg för steg stärkt sin position i ligan. De vann ligan för första gången 2017-2018 och sydamerikanska cupen 2021.
Av sponsorsskäl använder klubben för närvarande namnet Dentil/Praia Clube. Bland annat Alix Klineman och Carli Lloyd har spelat för klubben.